# Stephen Stills Live
| Recensione | Giudizio |
| ---------- | -------- |
| AllMusic   |          |

Stephen Stills Live è un album dal vivo del musicista rock statunitense Stephen Stills, pubblicato nel 1974.

## Tracce

### Side 1: Electric side
1. Wooden Ships  – 6:32
2. Four Days Gone  – 3:55
3. Jet Set (Sigh)/Rocky Mountain Way/Jet Set (Sigh)  – 5:26
4. Special Care  – 3:35

### Side 2: Acoustic side
1. Change Partners  – 2:53
2. Crossroads/You Can't Catch Me  – 4:41
3. Everybody's Talkin' at Me  – 2:42
4. 4 + 20  – 2:27
5. Word Game  – 4:07

## Formazione
- Stephen Stills - voce, chitarra, piano
- Donnie Dacus - chitarra, cori
- Jerry Aiello - tastiere
- Kenny Passarelli - basso, cori
- Russ Kunkel - batteria
- Joe Lala - percussioni